# Messatoporus jalapa
Messatoporus jalapa är en stekelart som beskrevs av Dmitriy R. Kasparyan och Ruiz-cancino 2005. Messatoporus jalapa ingår i släktet Messatoporus och familjen brokparasitsteklar. Inga underarter finns listade i Catalogue of Life.